# Parasitism
Parasitism är ett förhållande mellan organismer där den ena organismen, parasiten, utnyttjar värdorganismen för egen vinning på ett sätt som skadar värdorganismen och drar näring ifrån organismen.

## Etymologi
En parasit är en objuden gäst. Ordet kommer från grekiskans para, "vid", och sitos, "mat" eller "föda". Studiet av parasiter kallas parasitologi. Hos forntidens greker användes uttrycket ursprungligen dels om religiösa tjänstemän som betalades genom att de uppbar helpension, dels om medföljare till högre ämbetsmän som medbjöds i officiella sammanhang. Ordet fick med tiden en lägre mening av snyltgäst.

## Zoologi
Zoologiskt menas med parasit en organism som lever vidhäftad vid en annan organism (ett värddjur eller en värdväxt) och tar sin näring ifrån denna. Värdorganismen kan fortleva och eventuellt överleva parasiten men kan också duka under när den inte förmår föda både sig själv och parasiten. Man skiljer på två former av parasiter, nämligen:
- utvärtesparasiter, ektoparasit, exempelvis djurlöss och loppor, fästingar och gällöss.
- invärtesparasiter, endoparasit, exempelvis trikiner, anisakismask och binnikemask.

Vissa parasiter genomgår komplicerade livscykler där de parasiterar på olika värddjur i olika stadier av sitt liv. Bland djuren dominerar maskar, insekter och kräftdjur.
Parasiten lever normalt av kroppssafter från värddjuret, antingen genom att suga blod eller genom att leva i matsmältningsorganen.
En parasit som alltid dödar sitt värddjur, eller åtminstone förhindrar att den fortplantar sig, (mycket vanligt inom insektsvärlden) kallas vanligtvis parasitoid.
En parasit som parasiterar på en annan parasit kallas för hyperparasit.
Djur som stjäl föda ifrån andra organismer kallas för kleptoparasiter.

## Botanik; parasiter, endoparasiter, halvparasiter
Botaniskt menas med parasit en växt som får sin näring genom att ta denna ur en annan levande växt eller levande organism. Sådana parasiter kallas om de lever på ett värddjur zoobioter, om de lever på en växt fytobioter. En parasit som lever helt inuti sin värd kallas här endoparasit, om den lever endast delvis inne i sin värd kallas den ektoparasit.  Ett exempel på en botanisk ektoparasit är mistel. De orkidéer som ofta kallas parasiter är i själva verket epifyter.  Helparasitiska fanerogamer saknar klorofyll och örtblad, och deras rötter saknar rotmössa.  Det finns ett fåtal parasitiska alger, framför allt rödalger.
Halvparasiter är växter som visserligen tar näringsämnen och sockerarter från andra växter men ändå har en del klorofyll själva och alltså har en egen fotosyntes. De rötter som hos halvparasitiska fanerogamer tränger in i värdväxten saknar också vanligen rotmössa, men växterna har i allmänhet väl utbildade örtblad. Till halvparasiterna hör Melampyrum (kovall) och Euphrasia (ögontröst). Även mistel är en halvparasit eftersom den är grön.

### Parasiter på växter
Svampar och bakterier är väl representerade i denna grupp. Endoparasitiska svampar är till exempel blåssvampar, vilka bildar de häxkvastar som kan ses i vissa lövträd. Mjöldaggsvampar är en ektoparasitisk svamp.

## Medicin
Inom medicinsk vetenskap innefattar parasiter de organismer som lever i eller på människor och som är till skada. Virus är parasiter men eftersom de inte är levande brukar de inte räknas hit. Det finns två huvudgrupper av parasiter som angriper människor. Protozoer (urdjur) är encelliga organismer med cellkärna, till skillnad från bakterier som också är encelliga men saknar cellkärna. Helminter är inälvsmaskar som suger sig fast i människors tarmar och tar näring därifrån.
Somliga av människans parasiter kan spridas direkt från individ till individ, till exempel springmask. Andra sprids via ett eller flera värddjur, kallade vektorer, i en komplicerad livscykel, innan de åter kan infektera en människa. Exempel på detta är malaria, som sprids via malariamyggor, och snäckfeber (bilharzia) som sprids via en sötvattenlevande snäcka.